# Mycobacterium smegmatis
Mycobacterium smegmatis es un bacilo de 3 a 5 µm de longitud ácido-alcohol resistente perteneciente al filo Actinomycetota. Se tiñe con las tinciones de Ziehl-Neelsen y auramina.
Fue descubierto en 1884 por Lustgarten en un chancro sifilítico. Posteriormente, Álvarez y Tavel encontraron organismos similares en el esmegma normal.
M. smegmatis se considera una microorganismo no patógeno, aunque puede causar enfermedad en animales inmunodeprimidos.
- Datos: Q606230
- Multimedia: Mycobacterium smegmatis / Q606230
- Especies: Mycobacterium smegmatis